# Chiesa di San Biagio (Palombara Sabina)
La chiesa di San Biagio è un luogo di culto cattolico sito presso la Porta Nuova a Palombara Sabina, nella città metropolitana di Roma Capitale.

## Storia
È la chiesa più antica di Palombara, nonostante i vari rimaneggiamenti non lo lascino intendere.
Fu costruita negli anni intorno al 1101 dal conte Ottaviano su commissione dell'arciprete don Giovanni.
Le varie ristrutturazioni furono:
- quelle volute da Onorio III Savelli nel XIII secolo.
- Varie nel XVII secolo.
- le ultime furono nel 1854, per volere di Pio IX.

Alcuni lavori negli ultimi anni hanno restituito materiale inerente a una cella benedettina del VI secolo.

## Struttura

### L'esterno
La facciata è solenne ed in marmo bianco.
È in stile romanico.
Vi si accede mediante una scalinata ove davanti vi è una statua bronzea su di un piedistallo.
La facciata è tripartita secondo le 3 navate interne, la parte centrale, corrispondente alla navata centrale, è più alta.
Il portale è sovrastato da un frontone triangolare sopra cui sporge una statua marmorea, sopra ancora vi è un arco a tutto sesto.
Ai lati del portone vi sono 2 coppie di lesene a pilastri terminanti in alto a capitelli.
Fra i capitelli delle lesene ed il frontone maggiore vi è una scritta incisa:

D. BLASIO PNO A JUB MCML.
Le due parti minori terminano in alto con 2 cornicioni con decorazioni a lesene.
Le due rispettive porte sono sovrastate da una finestrella a lunetta.

### L'interno
L'interno è a 3 navate con cappelle laterali.
La navata centrale termina in un'abside, ove mediante una scalinata s'accede all'altare maggiore.

#### Le opere all'interno
- Una tempera su tavola raffigurante il Redentore, conservata nella Cappella di San Salvatore.
- La Madonna con Bambino, o Madonna della Neve, di Antonio da Viterbo.
- L'affresco della Gloria di San Biagio, eseguito dal pittore Raffaele Casnedi (Dumenza 1822 – Milano 1892) nel 1856.
- Gli affreschi della volta della navata centrale di Francesco Leopardi.

## Feste e folclore
Durante la festa patronale di Palombara Sabina (il 3 febbraio), nella chiesa vengono sorteggiate le statuine del santo e la benedizione delle gole dei fedeli accorsi (San Biagio è il santo protettore delle gole).